# Metandienon
Metandienon nebo také methandrostenolon je derivát testosteronu. Je to látka zneužívána sportovci ke zlepšení sportovních výkonů. Jedna se o 17 alfa alkylovaný steroid, druhý nejstarší vyvinutý steroid (první byl testosteron). Nachází se v tabletové formě a díky velké popularitě jeho zneužívání u sportovců se prodává pod mnoha obchodními názvy například Naposim, Anabol, Dianabol atd.

## Historie
Jeho historie zneužívání začíná již rokem 1954, kdy se tato látka objevila mezi ruskými a americkými vzpěrači na mistrovství světa ve Vídni. Tato látka byla dále užívána také hojně před olympiádou v Melbourne. V roce 1975 byly anabolické steroidy připojeny na seznam látek zakázaných Mezinárodním olympijským výborem. Ale i přes to jejich užívání v závodním sportu neustále rostlo. Společně s tím se na anabolika čím dál víc upíral zájem veřejnosti a do centra pozornosti se dostala, když byla Benu Johnsonovi odebrána zlatá medaile za sprint na 100 metrů na olympijských hrách v Soulu.

## Lékařské použití
Metandienon byl dříve schválen a prodáván pro léčbu hypogonadismu, ale od té doby byl ve většině zemí, a to i ve Spojených státech, přerušen a následně stažen.

## Doping
Metandienon je používán sportovci, hlavně kulturisty a powerliftery. Jde o údajně nejrozšířenější AAS pro takové účely dnes i v minulosti. U takových aplikací se mohou se objevit androgenní vedlejší účinky, např. mastná kůže, akné, seborrhea, zvýšený růst tváře, vypadávání vlasů a virilizace. Estrogenní vedlejší účinky, např. gynekomastie a zadržování tekutin, mohou také nastat. Jako u jiných 17a-alkylovaných steroidů představuje metandienon riziko hepatotoxicity a dlouhodobé užívání může vést k poškození jater.